# دستور التايلاند
يشكل الدستور في مملكة تايلند أساس سيادة القانون فيها. تعاقب على تايلند (اعتبارًا من عام 2015) منذ إلغاء النظام الملكي المطلق فيها عام 1932 نحو 20 ميثاق أو دستور، بمعدل واحد تقريبًا كل أربع سنوات. تبع الانقلابات العسكرية العديد من التغيرات في البلاد، مما يعكس المستوى العالي من عدم الاستقرار السياسي فيها. كانت الأنظمة العسكرية بعد كل انقلاب ناجح، تلغي الدستور القائم، ودون استشارة الشعب بشكل عام.
اعتبر دستور تايلند لعام 1997، الذي أطلق عليه اسم «دستور الشعب»، علامة بارزة من حيث درجة مشاركة العامة في صياغته إضافة إلى طبيعة مواده الديمقراطية. نص على وجود مجلس تشريعي منتخب، وتم الاعتراف صراحة بالعديد من حقوق الإنسان لأول مرة. اختفى العديد من هذه الإصلاحات في الانقلاب العسكري عام 2006.
اعتمد الدستور الحالي في عام 2017. وافق 61.4% من المصوتين التايلنديين على الدستور المقترح المكون من 105 صفحة، و279 مادة حيث شارك في هذا التصويت نحو 59.4% من الشعب. يسمح هذا الدستور للمجلس الوطني للسلام والحفاظ على النظام، بتعيين لجنة من ثمانية إلى عشرة أشخاص لاختيار أعضاء مجلس الشيوخ، من ضمنها ستة مقاعد محجوزة لرؤساء الجيش التايلندي الملكي والبحرية والقوات الجوية والشرطة، إضافة إلى القائد الأعلى للجيش، ووزير الدفاع الدائم. يمكن أيضًا للبرلمان المؤلف من مجلسين تشريعيين اختيار مرشح ليكون رئيس مجلس الوزراء ليس من ضمن أعضائه أو ليس حتى سياسيًا. يقول النقاد إن ذلك يسمح بشكل فعال للجيش بالسيطرة على الحكومة مهما كانت نتيجة الانتخابات اللاحقة.

## تاريخ
توفرت التايلاند منذ مملكة راتاناكوسين والممالك الأربع المتعافبة التي عرفت مجتمعة باسم سيام على دستور غير مدون حتى عام 1932. صرح الملك شولالون كورن الملقب براما الخامس في ديباجة قانون العقوبات الصادر في 1 أبريل 1908، والذي دخل حيز التنفيذ في 21 سبتمبر من نفس السنة، بما يلي: «في العصور القديمة، حكم ملوك الأمة السيامية شعوبهم بالقوانين التي كانت مستمدة أصلاً من النص اللاهوتي السنسكريتي دارماشاسترا من معاهدة اللاهوت الهندوسي القديم، والتي كانت آنذاك القانون السائد بين سكان الهند والبلدان المجاورة».
بدأ الانتقال من الملكية المطلقة إلى الديمقراطية الدستورية عندما وافق الملك براجاد هيبوك الملقب براما السابع على دستور مقنن لحل انقلاب عام 1932 دون سفك الدماء. في 27 يونيو 1932، وقع الملك ميثاقًا مؤقتًا أعلن فيه أن «أعلى سلطة في الأرض ملك لكل الشعب». لكن الخلل التفسيري في الدستور المقنن جعل الخلافات تنشأ بسبب فهم مختلف للأعراف التي تستمد منها الأحكام الأساسية للدستور.
منذ عام 1932، كان لدى تايلاند 20 ميثاقًا أو دستورًا اعتبارًا من عام 2015، بمعدل دستور واحد تقريبًا كل أربع سنوات تم تبنيها بعد الانقلابات العسكرية، مما يعكس درجة عالية من عدم الاستقرار السياسي في البلاد.
بعد كل انقلاب ناجح، ألغت الأنظمة العسكرية الدساتير القائمة وأصدرت دساتير جديدة. فيما شكلت المؤسسات البرلمانية، على النحو المحدد في الدساتير الأربعة عشر في تايلاند بين عامي 1932 و1987، والمنافسة بين السياسيين المدنيين، واجهات عامة للحكومات العسكرية.
كل هذا أدى إلى قيام نظام ملكي دستوري، مع اختلاف واسع في الفصل بين السلطات بين فروع الحكومة. معظمها ينص على أنظمة برلمانية، لكن العديد منها يدعوا إلى نظام ديكتاتوري، مثل ميثاق 1957. وقد تم استخدام كل من البرلمانات ذات المجلس الواحد والمجلسين، وتم انتخاب أعضاء البرلمان وتعيينهم. تباينت السلطات المباشرة للملك بشكل كبير.
صدر دستور تايلاند لعام 2007 محل دستور عام 2006 المؤقت، الذي صدر بعد انقلاب الجيش في سبتمبر 2006. كتب دستور عام 2007 من قبل مجموعة من الشخصيات الذين عينهم مجلس الأمن القومي بقيادة الجيش التايلاندي، وتمت الموافقة عليه من خلال استفتاء عام. لكن قبل الاستفتاء، أصدر المجلس العسكري قانونًا يجعل من غير القانوني انتقاد المسودة علنًا. تضمن الدستور بعض البنود المثيرة للجدل أبرزها تعيين مجلس الشيوخ جزئيا والعفو عن قادة انقلاب عام 2006.
يُعتبر دستور تايلاند لعام 1997، والذي يُطلق عليه غالبًا «دستور الشعب»، علامة فارقة من حيث درجة المشاركة العامة والصياغة وكذلك الطبيعة الديمقراطية لمواده. حيث تم التنصيص على هيئة تشريعية مؤلفة من مجلسين ينتخب كلا المجلسين فيها، تم الاعتراف صراحة ولأول مرة بالعديد من حقوق الإنسان، فيما تم اتخاذ تدابير لزيادة استقرار الحكومات المنتخبة.
دخل أحدث دستور حيز التنفيذ في 6 أبريل 2017.

## نظرة عامة
مر على سيام (المعروفة حاليا بتايلند) 20 دستور وميثاق منذ الإطاحة بالنظام الملكي المطلق في عام 1932.
1. الميثاق المؤقت لإدارة قانون سيام 1932.
2. دستور مملكة سيام 1932
3. دستور مملكة تايلند 1946
4. دستور مملكة تايلند (المؤقت) 1947
5. دستور مملكة تايلند 1949
6. دستور مملكة تايلند 1932 (تمت مراجعته في عام 1952)
7. ميثاق إدارة المملكة 1959
8. ميثاق مملكة تايلند 1968
9. الميثاق المؤقت لإدارة المملكة 1972
10. ميثاق إدارة المملكة 1974
11. ميثاق إدارة المملكة 1976
12. ميثاق إدارة المملكة 1977
13. دستور إدارة المملكة 1978
14. ميثاق إدارة المملكة 1991
15. دستور مملكة تايلند 1991
16. دستور مملكة تايلند 1997
17. دستور مملكة تايلند (المؤقت) 2006
18. دستور مملكة تايلند 2007
19. دستور مملكة تايلند (المؤقت) 2014
20. دستور مملكة تايلند 2017

كانت المواثيق تقليديًا عبارة عن صكوك مؤقتة أصدرت عقب الانقلابات العسكرية. من ناحية ثانية، استخدمت بعض المواثيق، كميثاق الديكتاتور العسكري ساريت داناراجاتا لعام 1959، لعدة سنوات في كل مرة. نتج عن انقلاب عام 2006 دستور مؤقت بدلًا من الميثاق المؤقت.
يشير العدد الكبير للمواثيق والدساتير منذ عام 1932 إلى درجة عدم الاستقرار السياسي في تايلند. كانت معظم الدساتير والمواثيق هي النتيجة المباشرة للانقلابات العسكرية. لا يمكن اعتبار الدساتير والمواثيق في معظم التاريخ التايلندي أنها أدوات الشعب للتحكم بالحكومة، بل أدوات تتحكم من خلالها الحكومة بالشعب.
سمحت جميع المواثيق والدساتير التايلندية بالحكومة الملكية المطلقة. تباينت من ناحية ثانية قوة الهيئة التشريعية على نطاق واسع، ونسبة المشرعين المعينين مقارنة بالمنتخبين منهم، وسلطة الملك وقوة السلطة التنفيذية. تأثرت هذه المعايير بقوة النظام السياسية والعسكرية وبدرجة دعم الملك والقصر لها.
يمكن تصنيف دساتير تايلند ومواثيقها العشرين اعتمادًا على الدرجة التي يتم بموجبها انتخاب الهيئة التشريعية، إلى ثلاث مجموعات:
1. الهيئات التشريعية المنتخبة: تُنتخب الهيئة التشريعية بشكل كامل. شمل ذلك دستور عام 1946، حيث اختار مجلس النواب المنتخب مجلس الشيوخ، ودستور عام 1997 حيث انتُخب كل من مجلس النواب ومجلس الشعب.
2. الهيئات التشريعية المعينة: تُنتخب الهيئة التشريعية في جزء منها وتعين في جزء آخر من قبل السلطة التنفيذية. أعضاء الهيئة التشريعية المعينون كافيون للحد من سلطة الممثلين المنتخبين. يكون رئيس الوزراء إما قائد عسكري أو رئيس صوري للجيش أو القصر. يشمل ذلك دستور عام 1936 (بعد 1937)، وميثاق 1947، ودستور 1949، ودستور 1952، ودستور 1968، ودستور 1974، ودستور 1978، ودستور 1991، ودستور 2007 ودستور 2016 المعلق.
3. الهيئات التنفيذية المطلقة: تتمتع السلطة التنفيذية بسلطة مطلقة أو شبه مطلقة، وإما بدون هيئة تشريعية أو هيئة تشريعية معينة بالكامل. يكون رئيس الوزراء عادة قائد عسكري أو رئيس صوري للجيش أو القصر. يشمل ذلك ميثاق 1932 ودستور 1932 (قبل 1937)، وميثاق 1959، وميثاق 1972، ودستور 1976، وميثاق 1991، وميثاق 2006 المؤقت، ودستور 2014 المؤقت.